# Пейкос (Техас)
Пейкос (англ. Pecos) — місто (англ. city) в США, в окрузі Ривс штату Техас. Населення — 12 916 осіб (2020).

## Географія
Пейкос розташований за координатами 31°24′17″ пн. ш. 103°30′20″ зх. д. / 31.40472° пн. ш. 103.50556° зх. д. (31.404613, -103.505680). За даними Бюро перепису населення США в 2010 році місто мало площу 18,92 км², уся площа — суходіл.

### Клімат
| Клімат : Пейкос         | Клімат : Пейкос | Клімат : Пейкос | Клімат : Пейкос | Клімат : Пейкос | Клімат : Пейкос | Клімат : Пейкос | Клімат : Пейкос | Клімат : Пейкос | Клімат : Пейкос | Клімат : Пейкос | Клімат : Пейкос | Клімат : Пейкос | Клімат : Пейкос |
| Показник                | Січ.            | Лют.            | Бер.            | Квіт.           | Трав.           | Черв.           | Лип.            | Серп.           | Вер.            | Жовт.           | Лист.           | Груд.           | Рік             |
| Абсолютний максимум, °C | 31,7            | 34,4            | 39,4            | 41,1            | 44,4            | 47,8            | 46,7            | 45,0            | 43,3            | 41,1            | 34,4            | 31,7            | 47,8            |
| Середній максимум, °C   | 16,1            | 18,9            | 23,3            | 28,9            | 32,8            | 37,2            | 37,2            | 36,7            | 33,3            | 27,8            | 20,6            | 17,2            | 27,8            |
| Середній мінімум, °C    | −2,2            | −0,6            | 3,3             | 8,9             | 13,9            | 19,4            | 20,6            | 20,0            | 16,1            | 10,0            | 1,7             | −1,7            | 8,9             |
| Абсолютний мінімум, °C  | −22,8           | −22,2           | −11,1           | −4,4            | −1,1            | 8,9             | 12,8            | 7,2             | 2,8             | −3,9            | −13,3           | −17,2           | −22,8           |
| Норма опадів, мм        | 11              | 10              | 8               | 14              | 29              | 28              | 34              | 31              | 47              | 29              | 12              | 12              | 266             |
| ----------------------- | --------------- | --------------- | --------------- | --------------- | --------------- | --------------- | --------------- | --------------- | --------------- | --------------- | --------------- | --------------- | --------------- |
| Джерело: Weatherbase    |                 |                 |                 |                 |                 |                 |                 |                 |                 |                 |                 |                 |                 |

## Демографія
Згідно з переписом 2010 року, у місті мешкало 8780 осіб у 3094 домогосподарствах у складі 2239 родин. Густота населення становила 464 особи/км². Було 3542 помешкання (187/км²).
Расовий склад населення:
| - 77,5 % — білих - 1,9 % — чорних або афроамериканців - 1,0 % — азіатів - 0,4 % — корінних американців - 0,1 % — вихідців з тихоокеанських островів - 17,2 % — осіб інших рас |

До двох чи більше рас належало 1,9 %. Частка іспаномовних становила 83,2 % від усіх жителів.
За віковим діапазоном населення розподілялося таким чином: 29,9 % — особи молодші 18 років, 55,5 % — особи у віці 18—64 років, 14,6 % — особи у віці 65 років та старші. Медіана віку мешканця становила 35,2 року. На 100 осіб жіночої статі у місті припадало 96,0 чоловіків; на 100 жінок у віці від 18 років та старших — 90,6 чоловіків також старших 18 років.
Середній дохід на одне домашнє господарство становив 61 764 долари США (медіана — 46 283), а середній дохід на одну сім'ю — 68 958 доларів (медіана — 60 331). Медіана доходів становила 49 832 долари для чоловіків та 27 318 доларів для жінок. За межею бідності перебувало 15,1 % осіб, у тому числі 23,7 % дітей у віці до 18 років та 16,7 % осіб у віці 65 років та старших.
Цивільне працевлаштоване населення становило 3855 осіб. Основні галузі зайнятості: освіта, охорона здоров'я та соціальна допомога — 22,8 %, мистецтво, розваги та відпочинок — 14,0 %, публічна адміністрація — 13,1 %.